# Sender Heidelstein

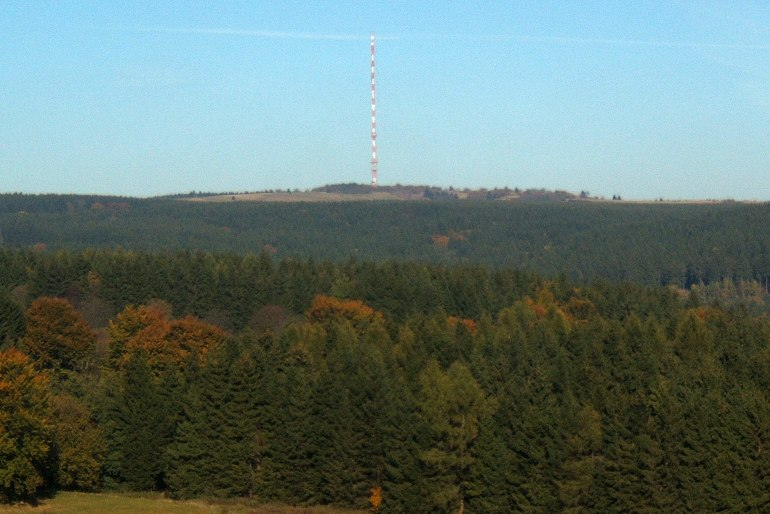
Der Heidelstein aus Richtung Südwesten

Der Sender Heidelstein befindet sich auf dem 926 m hohen Heidelstein im fränkischen Teil der Rhön. Er besteht aus einem 1969 erbauten 218 Meter hohen abgespannten Stahlrohrmast der Deutschen Telekom AG, der Antennen für Richtfunk und zur Verbreitung von TV- und UKW-Hörfunkprogrammen trägt.
Zugunsten der Umstellung auf DVB-T wurden die analogen Kanäle am 29. Mai 2006 eingestellt. Am 8. November 2017 wurde dann auf DVB-T2 umgestellt.
Sämtliche heute vom Sender Heidelstein abgestrahlten Frequenzen waren ursprünglich für andere Sendeanlagen in der Rhön vorgesehen. Die „bayerischen“ Frequenzen 101,9 MHz und 103,3 MHz sollten vom BR-Sender Kreuzberg gesendet werden. Die vier hessischen Frequenzen waren in den 1980er-Jahren für einen Sender auf der Wasserkuppe vorgesehen. Dort durfte allerdings der nötige Sendemast nicht errichtet werden, sodass ein Umzug auf den bayerischen Heidelstein notwendig wurde. International koordiniert sind alle Heidelstein-Frequenzen heute noch für die ursprünglichen Standorte. Die hr1-Frequenz 104,8 MHz startete erst zum 1. Januar 1996 vom Standort Heidelstein, zuvor war sie belegt mit dem Programm von Hit Radio FFH vom Sender Hoherodskopf (Vogelsberg).

## Frequenzen und Programme

### Analoges Radio (UKW)
| Frequenz (in MHz) | Programm        | RDS PS                | RDS PI                | Regionalisierung | ERP (in kW) | Antennendiagramm rund (ND)/gerichtet (D) | Polarisation horizontal (H)/vertikal (V) |
| ----------------- | --------------- | --------------------- | --------------------- | ---------------- | ----------- | ---------------------------------------- | ---------------------------------------- |
| 104,8             | hr1             | __hr1___ 1)           | D361                  | -                | 50          | D (240°-20°)                             | H                                        |
| 106,2             | hr3             | __hr3___ 1)           | D363                  | -                | 50          | D (240°-20°, 70°-100°)                   | H                                        |
| 107,3             | hr4             | hr4_Nord, __hr4___ 1) | D664 (regional), D364 | Nordost-Hessen   | 50          | D (240°-20°)                             | H                                        |
| 103,3             | Deutschlandfunk | __Dlf___              | D210                  | -                | 100         | D (340°-270°)                            | H                                        |
| 100,9             | Hit Radio FFH   | _FFH-FD_ __FFH___     | D668 (regional), D368 | Osthessen        | 50          | D (240°-20°)                             | H                                        |
| 101,9             | Antenne Bayern  | ANTENNE_              | D318                  | -                | 100         | D (40°-320°)                             | H                                        |

### Digitales Fernsehen (DVB-T2)
Die DVB-T2-Ausstrahlungen laufen seit dem 8. November 2017 und sind im Gleichwellenbetrieb (Single Frequency Network) mit anderen Sendestandorten.
| Kanal | Frequenz (in MHz) | Multiplex | Programme im Multiplex                                                        | ERP (in kW) | Antennendiagramm rund (ND)/ gerichtet (D) | Polarisation horizontal (H)/ vertikal (V) | Modulations- verfahren | FEC | Guard- intervall | Bitrate (in MBit/s) | Gleichwellennetz (SFN)                                                 |
| ----- | ----------------- | --------- | ----------------------------------------------------------------------------- | ----------- | ----------------------------------------- | ----------------------------------------- | ---------------------- | --- | ---------------- | ------------------- | ---------------------------------------------------------------------- |
| 26    | 514               | ZDFmobil  | - ZDF HD - 3sat HD - KiKA HD - ZDFinfo HD - ZDFneo HD - Freenet TV connect 1) | 50          | ND                                        | H                                         | 64-QAM                 | 3/5 | 19/128           | 22                  | Sender Heidelstein, Sender Pfaffenberg, Sender Frankenwarte (Würzburg) |

1) Für die Darstellung sind ein geeignetes Endgerät sowie eine Internetverbindung nötig.
Der ARD Digital (BR)-Multiplex und der ARD regional (BR)-Mutiplex mit den Programmen der ARD, das BR Fernsehen und einigen weiteren Regionalprogrammen (z. B. hr-fernsehen HD) kommen seit der Umstellung auf DVB-T2 vom Sender Kreuzberg.

### Digitales Fernsehen (DVB-T)
Am 8. November 2017 wurde die Ausstrahlung des Digitalen Fernsehens am Sender Heidelstein auf DVB-T2 umgestellt. Gleichzeitig wurde der DVB-T Betrieb an diesem Sender eingestellt.
| Kanal | Frequenz (in MHz) | Multiplex                   | Programme im Multiplex                                                                                          | ERP (in kW) | Antennendiagramm rund (ND)/ gerichtet (D) | Polarisation horizontal (H)/ vertikal (V) | Modulations- verfahren | FEC | Guard- intervall | Bitrate (in MBit/s) | Gleichwellennetz (SFN)       |
| ----- | ----------------- | --------------------------- | --- | ----------- | ----------------------------------------- | ----------------------------------------- | ---------------------- | --- | ---------------- | ------------------- | ---------------------------- |
| 43    | 650               | ARD Digital (hr)            | - Das Erste (hr) - Phoenix - ARTE - tagesschau24                                                                | 50          | D                                         | H                                         | 16-QAM (8k-Modus)      | 2/3 | 1/4              | 13,27               | Heidelstein (Rhön)           |
| 35    | 586               | ARD regional (hr) Osthessen | - hr-fernsehen - Bayerisches Fernsehen Nord (Franken) - MDR Fernsehen Thüringen - SWR Fernsehen Rheinland-Pfalz | 50          | D                                         | H                                         | 16-QAM (8k-Modus)      | 2/3 | 1/4              | 13,27               | Heidelstein, Rimberg (Knüll) |
| 25    | 506               | ZDFmobil                    | - ZDF - 3sat - ZDFinfo - KiKA (6–21 Uhr) / ZDFneo (21–6 Uhr)                                                    | 50          | ND                                        | H                                         | 16-QAM (8k-Modus)      | 2/3 | 1/4              | 13,27               | Heidelstein                  |

Programmergänzend konnte der Sender Kreuzberg, der für das bayerische nördliche Unterfranken gedacht ist, in einigen Gegenden im Sendegebiet des Heidelsteins empfangen werden.

### Analoges Fernsehen
Bis zur Umstellung auf DVB-T wurden folgende Programme in analogem PAL gesendet:
| Kanal | Frequenz (MHz) | Programm                        | ERP (kW) | Sendediagramm rund (ND)/ gerichtet (D) | Polarisation horizontal (H)/ vertikal (V) |
| ----- | -------------- | ------------------------------- | -------- | -------------------------------------- | ----------------------------------------- |
| 29    | 535,25         | ZDF                             | 350      | ND                                     | H                                         |
| 37    | 599,25         | hr-fernsehen                    | 350      | ND                                     | H                                         |
| 49    | 695,25         | Bayerisches Fernsehen (Franken) | 350      | ND                                     | H                                         |